# Coupe de France de football 2015-2016
 (juillet 2018).
Cet article traite uniquement de la compétition masculine. Pour la compétition féminine, voir Coupe de France féminine de football 2015-2016.
Navigation
Coupe de France 2014-2015 Coupe de France 2016-2017
La coupe de France de football 2015-2016 est la 99e édition de la Coupe de France, compétition à élimination directe mettant aux prises des clubs de football amateurs et professionnels affiliés à la Fédération française de football, qui l'organise conjointement avec les ligues régionales.
La finale se dispute le 21 mai 2016 au Stade de France, après treize tours à élimination directe mettant aux prises des milliers de clubs amateurs et professionnels. Le calendrier validé par la FFF et la Ligue de football professionnel prévoit que l'entrée des premiers clubs professionnels, au 7e tour, se fasse le week-end des 14 et 15 novembre 2015. Le vainqueur de la compétition est qualifié pour l'édition suivante de la Ligue Europa.

## Déroulement de la compétition
Le système est le même que celui utilisé les années précédentes.

## Dotations
La dotation versée par la LFP au vainqueur est de 930 000 euros.

## Calendrier
| Tour                                                    | Nom                                    | Dates retenues                   | Équipes participantes | Équipes gagnantes |
| 1                                                       | Premier tour                           | Dates régionales                 |                       |                   |
| 2                                                       | Deuxième tour                          | Dates régionales                 | 4016                  | 2008              |
| Entrée des clubs de CFA 2                               |                                        |                                  |                       |                   |
| 3                                                       | Troisième tour                         |                                  | 2120                  | 1060              |
| Entrée des clubs de CFA                                 |                                        |                                  |                       |                   |
| 4                                                       | Quatrième tour                         |                                  | 1124                  | 562               |
| Entrée des 18 clubs de National                         |                                        |                                  |                       |                   |
| 5                                                       | Cinquième tour                         |                                  | 580                   | 290               |
| 6                                                       | Sixième tour                           |                                  | 290                   | 145               |
| Entrée des 20 clubs de Ligue 2 et des clubs d'Outre-Mer |                                        |                                  |                       |                   |
| 7                                                       | Septième tour                          | samedi 14 - dimanche 15 novembre | 176                   | 88                |
| 8                                                       | Huitième tour                          | samedi 5 - dimanche 6 décembre   | 88                    | 44                |
| Entrée des 20 clubs de Ligue 1                          |                                        |                                  |                       |                   |
| 9                                                       | Trente-deuxièmes de finale             | samedi 2 - dimanche 3 janvier    | 64                    | 32                |
| 10                                                      | Seizièmes de finale                    | samedi 16 - dimanche 17 janvier  | 32                    | 16                |
| 11                                                      | Huitièmes de finale                    | mardi 9 - mercredi 10 février    | 16                    | 8                 |
| 12                                                      | Quarts de finale                       | mardi 1er - mercredi 2 mars      | 8                     | 4                 |
| 13                                                      | Demi-finales                           | mardi 19 - mercredi 20 avril     | 4                     | 2                 |
| 14                                                      | Finale - Stade de France (Saint-Denis) | samedi 21 mai                    | 2                     | 1                 |

### Dates des tirages au sort
- 1/16e de finale : lundi 4 janvier 2016 ;
- 1/8e de finale : mercredi 20 janvier 2016 ;
- 1/4e de finale : mercredi 10 février 2016 ;
- Demi finale : mercredi 2 mars 2016

## Résultats

### Tours préliminaires
Plusieurs milliers de matchs sont joués lors des tours préliminaires. Seuls seront indiqués dans cet article les résultats des clubs professionnels aux 5e et 6e tours ainsi que l'ensemble des résultats des 7e et 8e tours.

#### Cinquième tour
| 10 octobre 2015 | SC Abbeville (7) | 0 - 1 | (3) Amiens SC  |                                                   |                                                   |
| 19 h            |                  |       | 90+4e Bourgaud | Stade Paul-Delique, Abbeville Spectateurs : 2 122 | Stade Paul-Delique, Abbeville Spectateurs : 2 122 |

| 10 octobre 2015 | (8) Léopards St Georges | 0 - 9 | (3) US Avranches                                                                                           |  |  |
| 19 h 30         |                         |       | 35e Niakaté 58e Bonnet 61e Hamel 63e Niakaté 65e Niakaté 77e Niakaté 83e Bezioen 85e Traoré 89e Hérouville |  |  |

| 10 octobre 2015 | Borgo FC (5) | 1 - 0 (a.p.) | (3) CA Bastia |  |  |
| 14 h 30         | 100e Soler   |              |               |  |  |

| 10 octobre 2015 | EAS Orval (8) | 0 - 3 | (3) LB Châteauroux                   |  |  |
| 15 h 00         |               |       | 47e Nnomo · 55e Wissa · 86e Pinteaux |  |  |

| 11 octobre 2015 | CS Municipal Sully-sur-Loire (8) | 0 - 4 | (3) US Orléans                                          |  |  |
| 15 h 00         |                                  |       | 22e Delclos · 42e (pen.) Armand · 50e Pépé · 72e Aholou |  |  |

#### Sixième tour
| 24 octobre 2015 | US Orléans (3)        | 2 - 0 a. p. | (4) SO Romorantin |  |  |
| 19 h 00         | Pepe 99e · Gomis 117e |             |                   |  |  |

| 24 octobre 2015 | Bourges 18 (5)    | 0 - 0 4 - 2 t. a. b. | (3) LB Châteauroux |  |
| 20 h 00         |                   |                      |                    |  |
|                 | Tirs au but 4 - 2 |                      |                    |  |

#### «Match de rêve»
La FFF organise un « match de rêve » débutant au 6e tour depuis 2011, permettant aux fans de voter pour leur club favori. Cette année, c'est l'US Châteaugiron qui a gagné le match de rêve et qui a eu le privilège de jouer contre un gros club, l'US Saint-Malo. Le match s'est soldé par un 0-6 pour les Malouins. Le match était diffusé sur Eurosport 2.

#### Septième tour
Les rencontres ont lieu le samedi 14 et le dimanche 15 novembre 2015.
| Division               | Club                        | Score                     | Club                          | Division                       |
| ---------------------- | --------------------------- | ------------------------- | ----------------------------- | ------------------------------ |
| DH (D6)                | Metz Renaissance Magny      | 0 - 1                     | US Sarre-Union                | CFA                            |
| PHR (D9)               | AS Reding                   | 0 - 2                     | FCE Schirrhein                | Exc. (D7)                      |
| DH (D6)                | SC Dinsheim                 | 2 - 4                     | AS Nancy-Lorraine             | Ligue 2 (D2)                   |
| CFA 2 (D5)             | Sarreguemines FC            | 2 - 1 a.p.                | SC Schiltigheim               | CFA 2 (D5)                     |
| Ligue 2 (D2)           | FC Sochaux-Montbéliard      | 2 - 1 a.p.                | RC Strasbourg                 | National (D3)                  |
| PH (D8)                | AS Clouange                 | 0 - 3                     | US Raon-l'Étape               | CFA 2 (D5)                     |
| DH (D6)                | AP Municipaux de Metz       | 0 - 3                     | FC Saint-Louis Neuweg         | CFA (D4)                       |
| PH (D9)                | SC Ebersheim                | 1 - 2                     | AS Pagny-sur-Moselle          | CFA 2 (D5)                     |
| DHR (D7)               | FC Chassieu-Décines         | 0 - 4                     | FC Besançon                   | CFA 2 (D5)                     |
| DHR (D7)               | Hauts Lyonnais              | 2 - 0                     | SR Saint-Dié                  | DH (D6)                        |
| CFA 2 (D5)             | Racing Besançon             | 2 - 1                     | Jura Sud                      | CFA (D4)                       |
| DHR (D7)               | FC Veyle Saône              | 0 - 9                     | Dijon FCO                     | Ligue 2 (D2)                   |
| CFA 2 (D5)             | SC Selongey                 | 1 - 4                     | SR Colmar                     | National (D3)                  |
| CFA 2 (D5)             | FC Montceau-les-Mines       | 1 - 3                     | FC Metz                       | Ligue 2 (D2)                   |
| DH (D6)                | Louhans-Cuiseaux FC         | 0 - 2                     | FC Villefranche               | CFA (D4)                       |
| District (D10)         | FC Pontcharra-Saint-Loup    | 2 - 1                     | FC Limonest                   | DH (D6)                        |
| National (D3)          | Marseille Consolat          | 0 - 1                     | Evian-Thonon-Gaillard         | Ligue 2 (D2)                   |
| DHR (D7)               | SP Berre                    | 1 - 2                     | Bourg-en-Bresse Péronnas      | Ligue 2 (D2)                   |
| DH (D6)                | US Montélimar               | 0 - 0 a.p. 8 - 7 t.a.b.   | FC Échirolles                 | DH (D6)                        |
| CFA (D4)               | MDA Chasselay               | 1 - 3                     | Grenoble Foot 38              | CFA (D4)                       |
| DHR (D7)               | US Gières                   | 0 - 3 a.p.                | FC Annecy                     | CFA 2 (D5)                     |
| DHR (D7)               | FC Espaly Saint-Marcel      | 1 - 3                     | Fréjus-Saint-Raphaël          | National (D3)                  |
| DHR (D7)               | Saint-Jean Beaulieu         | 3 - 0                     | FC Istres                     | DHR (D7)                       |
| CFA (D4)               | AS Lyon-la-Duchère          | 2 - 1                     | ASF Andrézieux                | CFA 2 (D5)                     |
| CFA (D4)               | FC Mantois 78               | 4 - 0                     | EF Iracoubo                   | DH Guyane (Outre-mer)          |
| DH (D6)                | AF Saint-Nazaire            | 2 - 1                     | ES Viry-Châtillon             | CFA (D4)                       |
| DH (D6)                | FC La Suze                  | 1 - 2                     | Stade lavallois               | Ligue 2 (D2)                   |
| DH (D6)                | OFC Saumur                  | 0 - 2                     | Tours FC                      | Ligue 2 (D2)                   |
| DHR (D7)               | US Saint-Sauveur            | 1 - 7                     | US Orléans                    | National (D3)                  |
| District (D10)         | ASPTT CAEB Cholet           | 0 - 3                     | USSA Vertou                   | CFA 2 (D5)                     |
| CFA2 (D5)              | US Changé                   | 2 - 2 a.p. 3 - 4 t.a.b.   | TA Rennes                     | CFA 2 (D5)                     |
| DSR (D8)               | US La Gacilly               | 0 - 4                     | VF Les Herbiers               | National (D3)                  |
| DH (D6)                | Orvault SF                  | 3 - 1                     | Arche Saint-Saturnin          | DH (D6)                        |
| National (D3)          | FC Chambly                  | 1 - 0                     | Golden Star de Fort-de-France | Martinique (Outre-mer)         |
| Martinique (Outre-mer) | Golden Lion de Saint-Joseph | 1 - 1 a.p. 12 - 11 t.a.b. | Olympique Noisy-le-Sec        | CFA 2 (D5)                     |
| Ligue 2 (D2)           | US Créteil-Lusitanos        | 0 - 1                     | Valenciennes FC               | Ligue 2 (D2)                   |
| Tahiti (Outre-mer)     | AS Pirae                    | 5 - 6 a.p.                | GSI Pontivy                   | CFA 2 (D5)                     |
| DHR (D9)               | US Liffré                   | 2 - 2 a.p. 2 - 4 t.a.b.   | En Avant Saint-Renan          | DSR (D8)                       |
| DSR (D8)               | FC Rostrenen                | 0 - 3                     | CPB Bréquigny                 | DH (D6)                        |
| DSR (D8)               | La Chapelle Montgermont     | 0 - 4                     | US Concarneau                 | CFA (D4)                       |
| CFA (D4)               | US Saint-Malo               | 3 - 1                     | Red Star                      | Ligue 2 (D2)                   |
| CFA 2 (D5)             | US Granville                | 2 - 0                     | SU Dives                      | DH (D6)                        |
| CFA 2 (D5)             | Stade briochin              | 1 - 0                     | AGL Drapeau Fougères          | CFA 2 (D5)                     |
| DH (D6)                | US Montagnarde              | 0 - 3                     | Stade brestois                | Ligue 2 (D2)                   |
| DH (D6)                | Toulouse Rodéo              | 2 - 0                     | OC Perpignan                  | DH (D6)                        |
| CFA 2 (D5)             | FC Blagnac                  | 1 - 3                     | Clermont Foot                 | Ligue 2 (D2)                   |
| DHR (D7)               | Stade balarucois            | 1 - 7                     | Stade Montois                 | CFA (D4)                       |
| DH (D6)                | AS Muret                    | 3 - 1                     | US Colomiers                  | CFA (D4)                       |
| DH (D6)                | ASFA Frontignan             | 0 - 0 a.p. 4 - 5 t.a.b.   | Nîmes Olympique               | Ligue 2 (D2)                   |
| DH (D6)                | Toulouse Saint-Joseph       | 2 - 4                     | FC Montauban                  | DHR (D7)                       |
| CFA (D4)               | FC Sète                     | 0 - 1                     | AS Béziers                    | National (D3)                  |
| PHR (D8)               | US Vic-le-Comte             | 0 - 3                     | Genêts d'Anglet               | CFA 2 (D5)                     |
| DH (D6)                | FC Libourne                 | 1 - 1 a.p. 4 - 3 t.a.b.   | Bourges 18                    | CFA 2 (D5)                     |
| CFA (D4)               | Stade bordelais             | 2 - 0                     | SA Thiers                     | CFA 2 (D5)                     |
| District (D10)         | AS Panazol                  | 0 - 10                    | Trélissac FC                  | CFA (D4)                       |
| PL (D9)                | FC Nord 17                  | 0 - 1                     | CS Volvic                     | DH (D6)                        |
| National (D3)          | VF Luçon                    | 2 - 3 a.p.                | AS Moulins                    | CFA (D4)                       |
| DH (D6)                | ES La Rochelle              | 1 - 5                     | Chamois niortais              | Ligue 2 (D2)                   |
| CFA 2 (D5)             | Limoges FC                  | 2 - 1                     | AJ Auxerre                    | Ligue 2 (D2)                   |
| DH (D6)                | Bourges Foot                | 2 - 2 a.p. 4 - 5 t.a.b.   | ES Guéret                     | DHR (D7)                       |
| DH (D6)                | Stade béthunois             | 0 - 2                     | AC Amiens                     | CFA (D4)                       |
| CFA 2 (D5)             | AS Marck                    | 2 - 1                     | Amiens SC                     | National (D3)                  |
| CFA (D4)               | Quevilly-Rouen Métropole    | 2 - 1                     | RC Lens                       | Ligue 2 (D2)                   |
| DH (D6)                | US Saint-Omer               | 2 - 0                     | Le Havre AC (D2)              | Ligue 2                        |
| DHR (D7)               | US Vimy                     | 1 - 3                     | FC Ailly-sur-Somme Samara     | CFA 2 (D5)                     |
| DHR (D7)               | AC Yvetot                   | 2 - 0                     | SC Douai                      | PH (D8)                        |
| CFA 2 (D5)             | ESM Gonfreville             | 0 - 6                     | US Boulogne                   | National (D3)                  |
| PH (D8)                | AC Mons-en-Barœul           | 3 - 4 a.p.                | US Maubeuge                   | DH (D6)                        |
| DH (D6)                | SC Hazebrouck               | 4 - 2                     | FCM Aubervilliers             | CFA (D4)                       |
| DH (D6)                | AS Prix-lès-Mézières        | 0 - 0 a.p. 2 - 4 t.a.b.   | ES Wasquehal                  | CFA (D4)                       |
| DH (D6)                | EF Reims Sainte-Anne        | 0 - 3                     | USL Dunkerque                 | National (D3)                  |
| CFA 2 (D5)             | Borgo FC                    | 0 - 1                     | AS Beauvais                   | CFA 2 (D5)                     |
| DH (D6)                | FC Saint-Amand              | 0 - 1                     | Iris Club de Croix            | CFA (D4)                       |
| DH (D6)                | FC Versailles 78            | 0 - 0 a.p. 4 - 5 t.a.b.   | SF Blanc-Mesnil               | DH (D6)                        |
| DSR (D7)               | CS Brétigny                 | 1 - 2                     | AC Ajaccio                    | Ligue 2 (D2)                   |
| CFA 2 (D5)             | FC Sens                     | 0 - 3                     | US Chantilly                  | DH (D6)                        |
| PH (D7)                | AFC Creil                   | 1 - 4                     | CS Sedan-Ardennes             | National (D3)                  |
| CFA (D4)               | Entente SSG                 | 3 - 2                     | AS Saint-Ouen-l'Aumône        | CFA 2 (D5)                     |
| DHR (D7)               | CS Mainvilliers             | 5 - 3                     | FB Île-Rousse                 | CFA 2 (D5)                     |
| CFA 2 (D5)             | CMS Oissel                  | 0 - 0 a.p. 4 - 5 t.a.b.   | Paris FC                      | Ligue 2 (D2)                   |
| Guadeloupe (Outre-mer) | Étoile Morne-à-l'Eau        | 1 - 2                     | UJA Maccabi Paris             | CFA (D4)                       |
| Guyane (Outre-mer)     | ASC Agouado                 | 0 - 4                     | US Lège Cap-Ferret            | CFA 2 (D5)                     |
| Réunion (Outre-mer)    | Excelsior Saint-Joseph      | 1 - 0 a.p.                | AS Poissy                     | CFA (D4)                       |
| CFA (D4)               | FC Mulhouse                 | 2 - 1                     | CS Le Moule                   | Guadeloupe (Outre-mer)         |
| CFA (D4)               | Voltigeurs Châteaubriant    | 3 - 0                     | Jumeaux de M'Zoisia           | Mayotte (Outre-mer)            |
| CFA 2 (D5)             | RC Épernay                  | 3 - 2                     | Hienghène Sports              | Nouvelle-Calédonie (Outre-mer) |
| CFA 2 (D5)             | FC St-Lô Manche             | 0 - 2                     | US Sainte-Marienne            | Réunion (Outre-mer)            |
| DSE (D7)               | FC Paimpol                  | 0 - 2                     | US Avranches                  | National (D3)                  |

#### Huitième tour
Les rencontres ont lieu les samedi 5 et dimanche 6 décembre 2015.
| Division               | Club                     | Score                   | Club                      | Division               |
| ---------------------- | ------------------------ | ----------------------- | ------------------------- | ---------------------- |
| National (D3)          | AS Béziers               | 0 - 1                   | Fréjus Saint-Raphaël      | National (D3)          |
| DH (D6)                | US Montélimar            | 1 - 2                   | Bourg-en-Bresse Péronnas  | Ligue 2 (D2)           |
| CFA (D4)               | AS Lyon-Duchère          | 0 - 1                   | Évian Thonon Gaillard     | Ligue 2 (D2)           |
| CFA (D4)               | FC Villefranche          | 1 - 0                   | Grenoble Foot 38          | CFA (D4)               |
| DHR (D7)               | Hauts Lyonnais           | 1 - 3                   | JS Saint Jean Beaulieu    | DHR (D7)               |
| CFA (D4)               | AS Moulins               | 1 - 0                   | Nîmes Olympique           | Ligue 2 (D2)           |
| District (D10)         | FC Pontcharra Saint-Loup | 0 - 5                   | Annecy FC                 | CFA 2 (D5)             |
| DH (D6)                | FC Libourne              | 0 - 2 a.p.              | Tours FC                  | Ligue 2 (D2)           |
| CFA (D4)               | Trélissac FC             | 1 - 0                   | Clermont Foot             | Ligue 2 (D2)           |
| CFA (D4)               | Stade montois            | 2 - 1                   | Les Genêts d'Anglet       | CFA 2 (D5)             |
| Ligue 2 (D2)           | Chamois niortais         | 3 - 1                   | VF Les Herbiers           | National (D3)          |
| DH (D6)                | CS Volvic                | 4 - 2                   | ES Guéret                 | DHR (D7)               |
| DH (D6)                | AS Muret                 | 3 - 0                   | Montauban FC              | DHR (D7)               |
| CFA 2 (D5)             | Limoges FC               | 2 - 1                   | US Lège Cap-Ferret        | CFA 2 (D5)             |
| DH (D6)                | Toulouse Rodéo           | 1 - 0                   | Stade bordelais           | CFA (D4)               |
| CFA (D4)               | US Concarneau            | 2 - 0                   | Voltigeurs Châteaubriant  | CFA (D4)               |
| DH (D6)                | CPB Bréquigny            | 1 - 4                   | Stade lavallois           | Ligue 2 (D2)           |
| DH (D6)                | Saint-Nazaire AF         | 0 - 2                   | US Granville              | CFA 2 (D5)             |
| DH (D6)                | Orvault SF               | 1 - 5                   | US Avranches              | National (D3)          |
| DSR (D8)               | En Avant Saint-Renan     | 0 - 4                   | Rennes TA                 | CFA 2 (D5)             |
| CFA 2 (D5)             | Stade briochin           | 2 - 0                   | Stade brestois            | Ligue 2 (D2)           |
| CFA (D4)               | US Saint-Malo            | 3 - 0                   | GSI Pontivy               | CFA 2 (D5)             |
| CFA 2 (D5)             | Racing Besançon          | 2 - 1 a.p.              | Golden Lion               | Martinique (Outre-mer) |
| Exc. (D7)              | FCE Schirrhein           | 1 - 6                   | US Sarre-Union            | CFA (D4)               |
| CFA (D4)               | FC Saint-Louis Neuweg    | 2 - 3                   | FC Mulhouse               | CFA (D4)               |
| CFA 2 (D5)             | RC Épernay               | 1 - 1 a.p. 6 - 5 t.a.b. | FC Besançon               | CFA 2 (D5)             |
| CFA 2 (D5)             | US Raon l'Étape          | 1 - 1 a.p. 5 - 4 t.a.b. | SR Colmar                 | National (D3)          |
| CFA 2 (D5)             | Sarreguemines FC         | 2 - 1                   | Dijon FCO                 | Ligue 2 (D2)           |
| Ligue 2 (D2)           | FC Sochaux-Montbéliard   | 1 - 0 a.p.              | AS Nancy-Lorraine         | Ligue 2 (D2)           |
| DH (D6)                | US Maubeuge              | 0 - 1                   | AC Amiens                 | CFA (D4)               |
| DH (D6)                | US Chantilly             | 3 - 1                   | FC Ailly-sur-Somme Samara | CFA 2 (D5)             |
| National (D3)          | CS Sedan-Ardennes        | 2 - 1                   | Iris Club de Croix        | CFA (D4)               |
| CFA 2 (D5)             | AS Beauvais              | 1 - 2 a.p.              | Valenciennes FC           | Ligue 2 (D2)           |
| CFA (D4)               | ES Wasquehal             | 2 - 1                   | FC Metz                   | Ligue 2 (D2)           |
| CFA 2 (D5)             | AS Pagny-sur-Moselle     | 1 - 0                   | UJA Maccabi Paris         | CFA 2 (D5)             |
| DH (D6)                | SC Hazebrouck            | 0 - 1                   | USL Dunkerque             | National (D3)          |
| DH (D6)                | SF Blanc-Mesnil          | 3 - 0                   | CS Mainvilliers           | DHR (D7)               |
| CFA (D4)               | FC Mantois 78            | 2 - 0                   | AS Marck                  | CFA 2 (D5)             |
| DHR (D7)               | AC Yvetot                | 1 - 2                   | US Saint-Omer             | DH (D6)                |
| Ligue 2 (D2)           | Paris FC                 | 1 - 3                   | US Boulogne               | National (D3)          |
| National (D3)          | FC Chambly               | 4 - 3                   | US Orléans                | National (D3)          |
| CFA (D4)               | Entente SSG              | 2 - 1 a.p.              | US Quevilly               | CFA (D4)               |
| Ligue 2 (D2)           | AC Ajaccio               | 0 - 0 a.p. 3 - 2 t.a.b. | AS Excelsior              | La Réunion (Outre-mer) |
| La Réunion (Outre-mer) | US Sainte-Marienne       | 2 - 2 a.p. 3 - 0 t.a.b. | USSA Vertou               | CFA 2 (D5)             |

### Trente-deuxièmes de finale
En gras, le « Petit Poucet » de la Coupe de France.
Les rencontres ont lieu les samedi 2, dimanche 3 et lundi 4 janvier 2016.
| Samedi 2 janvier | GFC Ajaccio (1)      | 2 – 0   | (O) US Sainte-Marienne |                              |                              |
| 13 h 30          | Larbi 32e · Mayi 82e | (1 – 0) |                        | Stade Ange-Casanova, Ajaccio | Stade Ange-Casanova, Ajaccio |

| Samedi 2 janvier | US Avranches (3)    | 1 – 1 a.p. 1 – 3 t.a.b. | (4) US Saint-Malo |                                                       |                                                       |
| 15 h 00          | Charles Boateng 30e | (1 - 0)                 | 75e Maïga         | Stade René-Fenouillère, Avranches Spectateurs : 3 066 | Stade René-Fenouillère, Avranches Spectateurs : 3 066 |

| Samedi 2 janvier | Blanc-Mesnil Foot (6) | 0 – 2   | (1) FC Nantes              |                                             |                                             |
| 15 h 30          |                       | (0 – 1) | 40e Thomasson · 69e Adryan | Stade Bauer, Saint-Ouen Spectateurs : 3 000 | Stade Bauer, Saint-Ouen Spectateurs : 3 000 |

| Samedi 2 janvier | US Concarneau (4)                         | 3 – 0   | (5) TA Rennes |                                                  |                                                  |
| 16 h 00          | Richetin 23e · Drouglazet 35e · Ndoye 85e | (2 - 0) |               | Stade Guy-Piriou, Concarneau Spectateurs : 3 720 | Stade Guy-Piriou, Concarneau Spectateurs : 3 720 |

| Samedi 2 janvier | Football Club Villefranche Beaujolais (4) | 1 – 2   | (4) US Sarre-Union            |                                                                 |                                                                 |
| 17 h 00          | Zerbini 75e (csc)                         | (0 - 2) | 12e Benchenane · 38e Benedick | Stade Armand Chouffet, Villefranche-sur-Saône Spectateurs : 800 | Stade Armand Chouffet, Villefranche-sur-Saône Spectateurs : 800 |

| Samedi 2 janvier | FC Chambly (3)                       | 4 – 1   | (1) Stade de Reims |                                                       |                                                       |
| 18 h 00          | Louisy-Daniel 5e 9e 43e · Touati 48e | (3 - 0) | 89e de Préville    | Stade des Marais , Chambly (Oise) Spectateurs : 2 500 | Stade des Marais , Chambly (Oise) Spectateurs : 2 500 |

| Samedi 2 janvier | US Dunkerque (3)                            | 3 – 4 a.p. | (1) ESTAC Troyes                                         |                                                    |                                                    |
| 18 h 00          | Fofana 12e · Cvitković 63e · Tchokounté 94e | (1 - 1)    | 7e 116e Pi · 49e Thiago Xavier · 96e Camus · 78e Darbion | Stade Marcel-Tribut, Dunkerque Spectateurs : 4 200 | Stade Marcel-Tribut, Dunkerque Spectateurs : 4 200 |

| Samedi 2 janvier | Entente Sannois Saint-Gratien (4) | 0 – 5   | (1) Toulouse FC                                                |                                                         |                                                         |
| 18 h 00          | Kouang 16e                        | (0 - 3) | 16e Ben Yedder · 32e Trejo · 37e 56e Braithwaite · 54e Somália | Stade Michel-Hidalgo, Saint-Gratien Spectateurs : 3 353 | Stade Michel-Hidalgo, Saint-Gratien Spectateurs : 3 353 |

| Samedi 2 janvier | Football Club mantois 78 (4) | 2 – 0   | (5) Stade briochin |                                                         |                                                         |
| 18 h 00          | Massampu 65e · Preira 90+2e  | (0 – 0) |                    | Stade Aimé Bergeal, Mantes-la-Ville Spectateurs : 2 000 | Stade Aimé Bergeal, Mantes-la-Ville Spectateurs : 2 000 |

| Samedi 2 janvier | Racing Besançon (5) | 1 – 3   | (1) Angers SCO                     |                                                  |                                                  |
| 18 h 00          | Grand 86e           | (0 - 2) | 6e Traoré · 17e N'Doye · 67e Diers | Stade Léo-Lagrange, Besançon Spectateurs : 6 000 | Stade Léo-Lagrange, Besançon Spectateurs : 6 000 |

| Samedi 2 janvier | US Granville (5)          | 2 – 1   | (2) Stade lavallois |                                                 |                                                 |
| 18 h 00          | Théault 12e · Lambard 28e | (2 - 0) | 71e Nazon           | Stade Louis Dior, Granville Spectateurs : 2 170 | Stade Louis Dior, Granville Spectateurs : 2 170 |

| Samedi 2 janvier | AS Pagny-sur-Moselle (5) | 0 – 2   | (2) FC Sochaux-Montbéliard |                                                              |                                                              |
| 18 h 00          |                          | (0 - 2) | 7e 25e Caceres             | Stade omnisports 2000, Pagny-sur-Moselle Spectateurs : 3 000 | Stade omnisports 2000, Pagny-sur-Moselle Spectateurs : 3 000 |

| Samedi 2 janvier | AS Moulins (4) | 1 – 2   | (2) Chamois niortais      |                                                   |                                                   |
| 18 h 30          | Cuvier 20e     | (1 - 2) | 6e Ndoh · 43e (pen.) Roye | Stade Hector-Rolland, Moulins Spectateurs : 2 000 | Stade Hector-Rolland, Moulins Spectateurs : 2 000 |

| Samedi 2 janvier | Toulouse Rodéo (6) | 0 – 1   | (4) Stade Montois |                                                           |                                                           |
| 19 h 00          |                    | (0 - 1) | 1re Lafourcade    | Complexe sportif Borderouge, Toulouse Spectateurs : 1 800 | Complexe sportif Borderouge, Toulouse Spectateurs : 1 800 |

| Samedi 2 janvier | CS Sedan-Ardennes (3) | 0 – 2   | (1) SC Bastia             |                                                  |                                                  |
| 20 h 45          |                       | (0 - 0) | 66e Brandão · 90+1e Danic | Stade Louis-Dugauguez, Sedan Spectateurs : 6 421 | Stade Louis-Dugauguez, Sedan Spectateurs : 6 421 |

| Dimanche 3 janvier | FC Lorient (1)                                      | 3 – 2 a.p. | (2) Tours FC              |                            |                            |
| 14 h 15            | Waris 26e (pen.) · Philippoteaux 57e · Jeannot 100e | (1 - 0)    | 51e Tandia · 64e Belkebla | Stade du Moustoir, Lorient | Stade du Moustoir, Lorient |

| Dimanche 3 janvier | Étoile Football Club Fréjus Saint-Raphaël (3) | 2 – 3   | (1) Girondins de Bordeaux                      |                                                          |                                                          |
| 14 h 15            | Gendrey 32e 55e                               | (1 - 1) | 36e 77e Diabaté · 90+2e Rolan · 90+4e Guilbert | Stade Louis-Hon, Saint-Raphaël (Var) Spectateurs : 3 000 | Stade Louis-Hon, Saint-Raphaël (Var) Spectateurs : 3 000 |

| Dimanche 3 janvier | ES Wasquehal (4) | 0 – 1   | (1) Paris Saint-Germain |                                                                 |                                                                 |
| 14 h 15            |                  | (0 - 0) | 60e Ibrahimović         | Stadium Lille Métropole, Villeneuve-d'Ascq Spectateurs : 11 000 | Stadium Lille Métropole, Villeneuve-d'Ascq Spectateurs : 11 000 |

| Dimanche 3 janvier | RC Épernay (5) | 0 – 1   | (1) Montpellier HSC |                             |                             |
| 14 h 15            |                | (0 - 0) | 62e Yatabaré        | Stade Paul-Chandon, Épernay | Stade Paul-Chandon, Épernay |

| Dimanche 3 janvier | Limoges FC (5) | 0 – 7   | (1) Olympique lyonnais                                                   |                                |                                |
| 14 h 15            |                | (0 - 2) | 3e 37e Cornet · 49e Beauvue · 56e 61e Ghezzal · 71e Darder · 76e Tolisso | Stade Michel-Amand, Buxerolles | Stade Michel-Amand, Buxerolles |

| Dimanche 3 janvier | US Raon-l'Étape (5)                                    | 1 – 1 a.p. 3 – 4 t.a.b. | (1) AS Saint-Étienne                                |                                 |                                 |
| 14 h 15            | 59e Clauss                                             | (0 – 1)                 | 21e Maupay                                          | Stade Paul-Gasser, Raon-l'Étape | Stade Paul-Gasser, Raon-l'Étape |
| 14 h 15            | Charoy · Teti · Povoa · Bassilekin · Nyamwisi · Rother | Tirs au but             | Brison · Corgnet · Maupay · Clément · Bamba · Pajot | Stade Paul-Gasser, Raon-l'Étape | Stade Paul-Gasser, Raon-l'Étape |

| Dimanche 3 janvier | Annecy FC (5)                | 1 – 4 a.p. | (2) Évian Thonon Gaillard Football Club         |                                             |                                             |
| 14 h 30            | Dechêne 43e · Desbiolles 94e | (1 – 1)    | 32e 95 s.p Keita · 105e Campanharo · 116e Touré | Parc des Sports, Annecy Spectateurs : 7 000 | Parc des Sports, Annecy Spectateurs : 7 000 |

| Dimanche 3 janvier | AS Muret (6) | 0 – 2   | (4) Trélissac FC           |                           |                           |
| 14 h 30            |              | (0 – 0) | 54e Dufeal · 70e Desenclos | Stade Clément Ader, Muret | Stade Clément Ader, Muret |

| Dimanche 3 janvier | Sarreguemines FC (5) | 1 – 0   | (2) Valenciennes Football Club |                                                      |                                                      |
| 14 h 30            | M'Barki 20e          | (1 - 0) |                                | Stade de la Blies, Sarreguemines Spectateurs : 2 300 | Stade de la Blies, Sarreguemines Spectateurs : 2 300 |

| Dimanche 3 janvier | CS Volvic (6) | 0 – 1   | (2) AC Ajaccio |                         |                         |
| 15 h 00            |               | (0 - 0) | 84e Toudic     | Stade Emile Pons , Riom | Stade Emile Pons , Riom |

| Dimanche 3 janvier | FC Mulhouse (4) | 1 – 3   | (2) Football Bourg-en-Bresse Péronnas  |                          |                          |
| 15 h 00            | Ras 90+1e       | (0 - 2) | 3e Boussaha · 25eBerthomier · 76e Sané | Stade de l'Ill, Mulhouse | Stade de l'Ill, Mulhouse |

| Dimanche 3 janvier | US Chantilly (6) | 0 – 4   | (1) En Avant de Guingamp                            |                                                                |                                                                |
| 16 h 00            |                  | (0 - 0) | 49e Privat · 64e Giresse · 71e Salibur · 74e Briand | Stade des Bourgognes, Vineuil-Saint-Firmin Spectateurs : 1 850 | Stade des Bourgognes, Vineuil-Saint-Firmin Spectateurs : 1 850 |

| Dimanche 3 janvier | AC Amiens (4) | 0 – 1   | (1) LOSC Lille   |                          |                          |
| 17 h 00            |               | (0 - 1) | 41e (pen.) Tallo | Stade Jean-Bouin, Amiens | Stade Jean-Bouin, Amiens |

| Dimanche 3 janvier | US St-Omer (6)               | 2 – 2 a.p. 3 – 4 t.a.b. | (3) US Boulogne            |                                 |                                 |
| 17 h 00            | Carney 45 s.p · Willot 82e   | (1 – 1)                 | 16e Argelier · 78e Mercier | Stade Gaston Bonnet, Saint-Omer | Stade Gaston Bonnet, Saint-Omer |
| 17 h 00            | Crespe 27e · Kociszewski 99e |                         | 39e Lopy · 81e Fabien      | Stade Gaston Bonnet, Saint-Omer | Stade Gaston Bonnet, Saint-Omer |

| Dimanche 3 janvier | AS Monaco (1)                                                                                               | 10 – 2  | (7) JS Saint-Jean Beaulieu               |                        |                        |
| 18 h 00            | Traoré 21e 31e 33e 45e · Raggi 29e · Bahlouli 48e · Fabinho 53e (pen.) 87e (pen.) · Costa 54e · Pašalić 81e | (5 - 0) | 78e Leblanc · 83e (pen.) Sahour          | Stade Louis-II, Monaco | Stade Louis-II, Monaco |
| 18 h 00            | Traoré 46e                                                                                                  |         | 24e Meddour · 46e Mariotti · 71e Pereira | Stade Louis-II, Monaco | Stade Louis-II, Monaco |

| Dimanche 3 janvier | SM Caen (1)                          | 0 – 0 a.p. 1 – 3 t.a.b.   | (1) Olympique de Marseille   |                                                  |                                                  |
| 20 h 45            |                                      | (0 - 0)                   |                              | Stade Michel-d'Ornano, Caen Spectateurs : 16 000 | Stade Michel-d'Ornano, Caen Spectateurs : 16 000 |
| 20 h 45            |                                      | 44e Nkoulou · 62e Rekik · |                              | Stade Michel-d'Ornano, Caen Spectateurs : 16 000 | Stade Michel-d'Ornano, Caen Spectateurs : 16 000 |
| 20 h 45            | Féret · Ben Youssef · Yahia · Bessat | Tirs au but               | Diarra · Rolando · Batshuayi | Stade Michel-d'Ornano, Caen Spectateurs : 16 000 | Stade Michel-d'Ornano, Caen Spectateurs : 16 000 |

| Lundi 4 janvier | OGC Nice (1)                                                                         | 2 – 2 a.p. 6 – 7 t.a.b. | (1) Stade rennais FC                                                                 |                       |                       |
| 20 h 45         | Mendy 39e · Ben Arfa 118 s.p                                                         | (1 - 0)                 | Boga 82e · André 113e                                                                | Allianz Riviera, Nice | Allianz Riviera, Nice |
| 20 h 45         | Koziello , 73e                                                                       |                         | Danzé 117e ·                                                                         | Allianz Riviera, Nice | Allianz Riviera, Nice |
| 20 h 45         | Ben Arfa · Seri · Mendy · Wallyson · Baysse · Genevois · Honorat · Boscagli · Lloris | Tirs au but             | Quintero · Boga · Diagne · Dembélé · Armand · Janvier · André · M'Bengue · Fernandes | Allianz Riviera, Nice | Allianz Riviera, Nice |

### Seizièmes de finale
Le tirage a lieu le lundi 4 janvier à 19h30. Les rencontres ont lieu le samedi 16, le mardi 19, le mercredi 20, le jeudi 21 et le samedi 23 janvier.
À noter que les deux « Petit Poucet » (US Granville et le FC Sarreguemines, évoluant tous les deux en CFA 2) se rencontreront lors de ces seizièmes.
À noter le bel exploit du Trélissac Football Club qui élimine le LOSC aux tirs au but tout comme le club de l'US Sarre-Union qui élimine le club de Ligue 2 des Chamois niortais.
Légende : (1) Ligue 1, (2) Ligue 2 , (3) National, (4) CFA, (5) CFA 2
| Samedi 16 janvier | US Saint-Malo (4) | 1 – 0   | (4) Stade Montois |                                                |                                                |
| 19 h 00           | Lahaye 72e        | (0 - 0) |                   | Stade Marville, Saint-Malo Spectateurs : 2 800 | Stade Marville, Saint-Malo Spectateurs : 2 800 |

| Mardi 19 janvier | GFC Ajaccio (1)    | 3 – 0   | (1) En Avant de Guingamp |                                                  |                                                  |
| 18 h 00          | Boutaïb 5e 21e 48e | (2 - 0) |                          | Stade Ange-Casanova, Ajaccio Spectateurs : 2 000 | Stade Ange-Casanova, Ajaccio Spectateurs : 2 000 |

| Mardi 19 janvier | Stade rennais FC (1) | 1 – 3   | (2) Football Bourg-en-Bresse Péronnas      |                                                                     |                                                                     |
| 18 h 00          | Moreira 20e          | (1 - 0) | Bègue 48e · Boussaha 81e · Sané 90e (pen.) | Roazhon Park, Rennes Spectateurs : 6 000 Arbitrage : Antony Gautier | Roazhon Park, Rennes Spectateurs : 6 000 Arbitrage : Antony Gautier |

| Mardi 19 janvier | Angers SCO (1)      | 1 – 2   | (1) Girondins de Bordeaux   |                                                                          |                                                                          |
| 18 h 30          | Ketkeophomphone 69e | (0 - 1) | Jussiê 45+1e · Crivelli 58e | Stade Jean Bouin, Angers Spectateurs : 4 484 Arbitrage : Stéphane Lannoy | Stade Jean Bouin, Angers Spectateurs : 4 484 Arbitrage : Stéphane Lannoy |

| Mardi 19 janvier | SC Bastia (1) | 1 – 2   | (2) FC Sochaux-Montbéliard |                                                 |                                                 |
| 19 h 00          | Kamano 36e    | (1 - 1) | Teikeu 27e · Caceres 90+2e | Stade Armand-Cesari, Bastia Spectateurs : 2 548 | Stade Armand-Cesari, Bastia Spectateurs : 2 548 |

| Mardi 19 janvier | US Sarre-Union (4) | 1 – 0   | (2) Chamois niortais |                               |                               |
| 19 h 00          | Schermann 90e      | (0 - 0) |                      | Stade Omnisports, Sarre-Union | Stade Omnisports, Sarre-Union |

| Mardi 19 janvier | Paris Saint-Germain (1)                 | 2 – 1   | (1) Toulouse FC |                                              |                                              |
| 21 h 00          | David Luiz 54e · Ibrahimović 89e (pen.) | (0 - 1) | Moubandje 11e   | Parc des Princes, Paris Spectateurs : 35 000 | Parc des Princes, Paris Spectateurs : 35 000 |

| Mercredi 20 janvier | Évian Thonon Gaillard FC (2) | 1 – 3 a.p. | (1) AS Monaco                                  |                                  |                                  |
| 18 h 30             | Kamin 63e                    | (0 - 1)    | Troré 45+1e · Pašalić 103e · Helder Costa 119e | Parc des sports d'Annecy, Annecy | Parc des sports d'Annecy, Annecy |
| 18 h 30             |                              |            |                                                | Parc des sports d'Annecy, Annecy | Parc des sports d'Annecy, Annecy |

| Mercredi 20 janvier | FC Chambly (3) | 0 – 2   | (1) Olympique lyonnais    |                                                    |                                                    |
| 18 h 30             |                | (0 - 2) | Cornet 20e · Valbuena 22e | Stade Pierre-Brisson, Beauvais Spectateurs : 8 500 | Stade Pierre-Brisson, Beauvais Spectateurs : 8 500 |
| 18 h 30             |                |         |                           | Stade Pierre-Brisson, Beauvais Spectateurs : 8 500 | Stade Pierre-Brisson, Beauvais Spectateurs : 8 500 |

| Mercredi 20 janvier | US Concarneau (4) | 1 – 3   | (1) ESTAC Troyes           |                                                                             |                                                                             |
| 18 h 30             | Koré 68e          | (0 - 1) | Jean 42e 49e · Azamoum 83e | Stade Guy-Piriou, Concarneau Spectateurs : 5 812 Arbitrage : Amaury Delerue | Stade Guy-Piriou, Concarneau Spectateurs : 5 812 Arbitrage : Amaury Delerue |
| 18 h 30             |                   |         |                            | Stade Guy-Piriou, Concarneau Spectateurs : 5 812 Arbitrage : Amaury Delerue | Stade Guy-Piriou, Concarneau Spectateurs : 5 812 Arbitrage : Amaury Delerue |

| Mercredi 20 janvier | Football Club mantois 78 (4) | 0 – 1 a.p. | (1) FC Nantes |                                     |                                     |
| 18 h 30             |                              | (0 - 0)    | Bedoya 105+1e | Stade Aimé Bergeal, Mantes-la-ville | Stade Aimé Bergeal, Mantes-la-ville |
| 18 h 30             |                              |            |               | Stade Aimé Bergeal, Mantes-la-ville | Stade Aimé Bergeal, Mantes-la-ville |

| Mercredi 20 janvier | Trélissac FC (4)                                | 1 – 1 a.p. 4 – 2 t.a.b. | (1) LOSC Lille                    |                                                        |                                                        |
| 18 h 30             | Cavaniol 57e                                    | (0 - 1)                 | Lopes 13e                         | Stade Francis-Rongiéras, Périgueux Spectateurs : 6 000 | Stade Francis-Rongiéras, Périgueux Spectateurs : 6 000 |
| 18 h 30             |                                                 |                         |                                   | Stade Francis-Rongiéras, Périgueux Spectateurs : 6 000 | Stade Francis-Rongiéras, Périgueux Spectateurs : 6 000 |
| 18 h 30             | Cavaniol · Papin · Burgho · Gnaleko · Ben Tairi | Tirs au but             | Benzia · Lopes · Civelli · Sidibé | Stade Francis-Rongiéras, Périgueux Spectateurs : 6 000 | Stade Francis-Rongiéras, Périgueux Spectateurs : 6 000 |

| Mercredi 20 janvier | US Boulogne (3) | 1 – 3 a.p. | (1) FC Lorient                 |                                          |                                          |
| 19 h 30             | Bonenfant 76e   | (0 - 0)    | Fofana 49e · Jeannot 102e 116e | Stade de la Libération, Boulogne-sur-mer | Stade de la Libération, Boulogne-sur-mer |
| 19 h 30             |                 |            |                                | Stade de la Libération, Boulogne-sur-mer | Stade de la Libération, Boulogne-sur-mer |

| Mercredi 20 janvier | Olympique de Marseille (1)            | 2 – 0   | (1) Montpellier HSC |                                                 |                                                 |
| 21 h 00             | Bensebaini 41e (csc) · Dja Djédjé 55e | (1 - 0) |                     | Stade Vélodrome, Marseille Spectateurs : 37 078 | Stade Vélodrome, Marseille Spectateurs : 37 078 |
| 21 h 00             |                                       |         |                     | Stade Vélodrome, Marseille Spectateurs : 37 078 | Stade Vélodrome, Marseille Spectateurs : 37 078 |

| Jeudi 21 janvier | AS Saint-Étienne (1)        | 2 – 1 a.p. | (2) AC Ajaccio |                                        |                                        |
| 21 h 00          | Bahebeck 10e · Corgnet 119e | (1 - 0)    | Frikeche 86e   | Stade Geoffroy-Guichard, Saint-Étienne | Stade Geoffroy-Guichard, Saint-Étienne |

| Samedi 23 janvier | US Granville (5)           | 3 – 1   | (5) Sarreguemines FC |                             |                             |
| 18 h 00           | Vauvy 24e 84e · Jégu 90+2e | (1 - 0) | M'Barki 60e          | Stade Louis Dior, Granville | Stade Louis Dior, Granville |

### Huitièmes de finale
Le tirage au sort a lieu le jeudi 21 janvier 2016. Les rencontres se disputeront le mardi 9 et le mercredi 10 février 2016. Le « Petit Poucet » est l'US Granville.
Légende : (1) Ligue 1, (2) Ligue 2 , (4) CFA, (5) CFA 2
| Mardi 9 février | FC Sochaux-Montbéliard (2) | 2 – 1   | (1) AS Monaco |                                                      |                                                      |
| 21 h 00         | Martin 19e · Sacko 54e     | (1 - 1) | Bakayoko 38e  | Stade Auguste-Bonal, Montbéliard Spectateurs : 9 430 | Stade Auguste-Bonal, Montbéliard Spectateurs : 9 430 |

| Mardi 9 février | US Saint-Malo (4) | 1 – 2   | (1) GFC Ajaccio        |                                                  |                                                  |
| 21 h 00         | Creach 33e        | (1 - 0) | Mayi 61e · Boutaïb 78e | Stade du Roudourou, Guingamp Spectateurs : 7 016 | Stade du Roudourou, Guingamp Spectateurs : 7 016 |

| Mardi 9 février | US Granville (5) | 1 – 0 a.p. | (2) Football Bourg-en-Bresse Péronnas |                                                 |                                                 |
| 21 h 00         | Untereiner 98e   | (0 - 0)    |                                       | Stade Louis Dior, Granville Spectateurs : 3 200 | Stade Louis Dior, Granville Spectateurs : 3 200 |

| Mercredi 10 février | Girondins de Bordeaux (1)                   | 3 – 4 a.p. | (1) FC Nantes                                         |                                                       |                                                       |
| 19 h 00             | Crivelli 22e · Biyogo Poko 51e · Malcom 98e | (1 - 1)    | Bammou 8e · Sigþórsson 65e · Audel 115e · Bedoya 118e | Stade Matmut-Atlantique, Bordeaux Spectateurs : 9 207 | Stade Matmut-Atlantique, Bordeaux Spectateurs : 9 207 |

| Mercredi 10 février | ESTAC Troyes (1) | 1 – 2 a.p. | (1) AS Saint-Étienne      |                                             |                                             |
| 19 h 00             | Nivet 78e        | (0 - 0)    | Tannane 62e · Maupay 107e | Stade de l'Aube, Troyes Spectateurs : 5 747 | Stade de l'Aube, Troyes Spectateurs : 5 747 |

| Mercredi 10 février | US Sarre-Union (4) | 0 – 4   | (1) FC Lorient                               |                               |                               |
| 19 h 00             |                    | (0 - 0) | Jeannot 51e 89e · Fofana 74e · Barthelmé 81e | Stade Omnisports, Sarre-Union | Stade Omnisports, Sarre-Union |

| Mercredi 10 février | Paris Saint-Germain (1)          | 3 – 0   | (1) Olympique lyonnais |                                              |                                              |
| 21 h 05             | Ibrahimović 62e 68e · Rabiot 74e | (0 - 0) |                        | Parc des Princes, Paris Spectateurs : 42 000 | Parc des Princes, Paris Spectateurs : 42 000 |

| Jeudi 11 février | Trélissac FC (4) | 0 – 2   | (1) Olympique de Marseille      |                                                    |                                                    |
| 21 h 00          |                  | (0 - 1) | Alessandrini 33e · Fletcher 87e | Stade Chaban-Delmas, Bordeaux Spectateurs : 16 604 | Stade Chaban-Delmas, Bordeaux Spectateurs : 16 604 |

### Quarts de finale
Le tirage au sort a lieu le mercredi 10 février 2016. Les rencontres se joueront le mardi 1er et mercredi 2 mars 2016. L'US Granville continue sa belle épopée et reste le « Petit Poucet » à ce stade de la compétition.
Légende : (1) Ligue 1, (2) Ligue 2 , (5) CFA 2
| Mercredi 2 mars | FC Lorient (1)                                | 3 – 0   | (1) GFC Ajaccio |                                                         |                                                         |
| 19 h 00         | Philippoteaux 9e · Barthelmé 43e · Paye 90+1e | (2 - 0) |                 | Stade du Moustoir, Lorient Spectateurs : 10 000 environ | Stade du Moustoir, Lorient Spectateurs : 10 000 environ |

| Mercredi 2 mars | FC Sochaux-Montbéliard (2) | 3 – 2 a. p. | (1) FC Nantes           |                                                      |                                                      |
| 19 h 00         | Sao 87e 106e · Cissé 98e   | (0 - 1)     | Gillet 5e · Adryan 116e | Stade Auguste-Bonal, Montbéliard Spectateurs : 9 790 | Stade Auguste-Bonal, Montbéliard Spectateurs : 9 790 |

| Mercredi 2 mars | AS Saint-Étienne (1) | 1 – 3   | (1) Paris Saint-Germain                   |                                                             |                                                             |
| 21 h 05         | Eysseric 43e (pen.)  | (1 - 2) | Cavani 12e · Marquinhos 35e · Lucas 90+2e | Stade Geoffroy-Guichard, Saint-Étienne Spectateurs : 36 716 | Stade Geoffroy-Guichard, Saint-Étienne Spectateurs : 36 716 |

| Jeudi 3 mars | US Granville (5) | 0 – 1   | (1) Olympique de Marseille |                             |                             |
| 21 h 00      |                  | (0 - 0) | Batshuayi 50e              | Stade Michel d'Ornano, Caen | Stade Michel d'Ornano, Caen |

### Demi-finales
Le tirage au sort a lieu le mercredi 2 mars 2016. Les demi-finales se joueront le mardi 19 et mercredi 20 avril 2016.
Légende : (1) Ligue 1, (2) Ligue 2
| Mardi 19 avril | FC Lorient (1)          | 0 – 1   | (1) Paris Saint-Germain                         | | |
| 21h00          | Ndong 56e · Mesloub 83e | (0 - 0) | 75e Ibrahimović · 56e Matuidi · 64e Ibrahimović | Stade du Moustoir, Lorient Spectateurs : 16 474 Diffuseur : France 2 Arbitrage : Franck Schneider puis Sébastien Moreira | Stade du Moustoir, Lorient Spectateurs : 16 474 Diffuseur : France 2 Arbitrage : Franck Schneider puis Sébastien Moreira |

| Mercredi 20 avril | FC Sochaux-Montbéliard (2) | 0 – 1   | (1) Olympique de Marseille | | |
| 21h00             |                            | (0 - 0) | Thauvin 49e                | Stade Auguste-Bonal, Montbéliard Spectateurs : 20 205 Diffuseur : Eurosport 2 Arbitrage : Benoît Millot | Stade Auguste-Bonal, Montbéliard Spectateurs : 20 205 Diffuseur : Eurosport 2 Arbitrage : Benoît Millot |

### Finale
La finale s'est disputée le samedi 21 mai 2016.
| Titulaires :  |                       |     |
|               |                       |     |
|               | Steve Mandanda        |     |
|               | Benjamin Mendy        |     |
|               | Karim Rekik           |     |
|               | Nicolas N'Koulou      |     |
|               | Javier Manquillo      |     |
|               | Abdelaziz Barrada     | 70e |
|               | Lassana Diarra        |     |
|               | Mauricio Isla         |     |
|               | Florian Thauvin       | 81e |
|               | Michy Batshuayi       |     |
|               | Steven Fletcher       | 60e |
|               |                       |     |
| Remplaçants : |                       |     |
|               | Yohann Pelé           |     |
|               | Rémy Cabella          | 60e |
|               | Brice Dja Djédjé      | 70e |
|               | Georges-Kévin Nkoudou | 81e |
|               | Romain Alessandrini   |     |
|               | Rolando               |     |
|               | Alaixys Romao         |     |
|               |                       |     |
| Entraîneur :  |                       |     |
| Franck Passi  |                       |     |

| Titulaires :  |                      |     |
|               |                      |     |
|               | Salvatore Sirigu     |     |
|               | Maxwell              |     |
|               | Marquinhos           |     |
|               | Thiago Silva         |     |
|               | Serge Aurier         |     |
|               | Blaise Matuidi       |     |
|               | Benjamin Stambouli   | 75e |
|               | Adrien Rabiot        |     |
|               | Edinson Cavani       | 76e |
|               | Zlatan Ibrahimović   | 90e |
|               | Ángel Di María       |     |
|               |                      |     |
| Remplaçants : |                      |     |
|               | Nicolas Douchez      |     |
|               | Jean-Kévin Augustin  |     |
|               | Layvin Kurzawa       | 90e |
|               | Lucas                | 76e |
|               | David Luiz           | 75e |
|               | Kévin Rimane         |     |
|               | Gregory van der Wiel |     |
|               |                      |     |
| Entraîneur :  |                      |     |
| Laurent Blanc |                      |     |

| Titulaires :  |                       |     |
|               |                       |     |
|               | Steve Mandanda        |     |
|               | Benjamin Mendy        |     |
|               | Karim Rekik           |     |
|               | Nicolas N'Koulou      |     |
|               | Javier Manquillo      |     |
|               | Abdelaziz Barrada     | 70e |
|               | Lassana Diarra        |     |
|               | Mauricio Isla         |     |
|               | Florian Thauvin       | 81e |
|               | Michy Batshuayi       |     |
|               | Steven Fletcher       | 60e |
|               |                       |     |
| Remplaçants : |                       |     |
|               | Yohann Pelé           |     |
|               | Rémy Cabella          | 60e |
|               | Brice Dja Djédjé      | 70e |
|               | Georges-Kévin Nkoudou | 81e |
|               | Romain Alessandrini   |     |
|               | Rolando               |     |
|               | Alaixys Romao         |     |
|               |                       |     |
| Entraîneur :  |                       |     |
| Franck Passi  |                       |     |

| Titulaires :  |                      |     |
|               |                      |     |
|               | Salvatore Sirigu     |     |
|               | Maxwell              |     |
|               | Marquinhos           |     |
|               | Thiago Silva         |     |
|               | Serge Aurier         |     |
|               | Blaise Matuidi       |     |
|               | Benjamin Stambouli   | 75e |
|               | Adrien Rabiot        |     |
|               | Edinson Cavani       | 76e |
|               | Zlatan Ibrahimović   | 90e |
|               | Ángel Di María       |     |
|               |                      |     |
| Remplaçants : |                      |     |
|               | Nicolas Douchez      |     |
|               | Jean-Kévin Augustin  |     |
|               | Layvin Kurzawa       | 90e |
|               | Lucas                | 76e |
|               | David Luiz           | 75e |
|               | Kévin Rimane         |     |
|               | Gregory van der Wiel |     |
|               |                      |     |
| Entraîneur :  |                      |     |
| Laurent Blanc |                      |     |

## Synthèse

### Localisation des clubs engagés
Toulouse FC

 Toulouse Rodéo
 Stade rennais

 TA Rennes
 AC Ajaccio

 GFC Ajaccio

 NB : SJB → St-Jean-Beaulieu, BM → Blanc-Mesnil SF, ESSG → Entente Sannois Saint-Gratien

### Nombre d'équipes par division et par tour
| Divisions / Manches            | 7e tour | 8e tour | 32es de finale | 16es de finale | Huitièmes de finale | Quarts de finale | Demi-finales  | Finale        |
| ------------------------------ | ------- | ------- | -------------- | -------------- | ------------------- | ---------------- | ------------- | ------------- |
| Ligue 1 20 clubs               | absents | absents | 20             | 17             | 10                  | 6                | 3             | 2             |
| Ligue 2 20 clubs               | 20      | 15      | 8              | 5              | 2                   | 1                | 1             | 0             |
| National 18 clubs              | 14      | 10      | 6              | 2              | aucune équipe       | aucune équipe    | aucune équipe | aucune équipe |
| CFA 50 clubs (hors réserves)   | 26      | 19      | 12             | 6              | 3                   | aucune équipe    | aucune équipe | aucune équipe |
| CFA 2 84 clubs (hors réserves) | 36      | 19      | 10             | 2              | 1                   | 1                | aucune équipe | aucune équipe |
| Autres divisions               | 69      | 22      | 7              | aucune équipe  | aucune équipe       | aucune équipe    | aucune équipe | aucune équipe |
| Outre mer                      | 11      | 3       | 1              | aucune équipe  | aucune équipe       | aucune équipe    | aucune équipe | aucune équipe |
| Total                          | 176     | 88      | 64             | 32             | 16                  | 8                | 4             | 2             |

### Le parcours des clubs de L1 et L2
- Les clubs de Ligue 2 font leur entrée dans la compétition lors du septième tour.
- Les clubs de Ligue 1 font leur entrée dans la compétition lors des trente-deuxièmes de finale.

| Club (Ligue 1)           | Saison précédente | Saison 2015-2016 |
| ------------------------ | ----------------- | ---------------- |
| Paris SG                 | Vainqueur         | Vainqueur        |
| Olympique lyonnais       | 1/16 de finale    | 1/8 de finale    |
| AS Monaco FC             | 1/4 de finale     | 1/8 de finale    |
| Olympique de Marseille   | 1/32 de finale    | Finaliste        |
| AS Saint-Étienne         | 1/2 finale        | 1/4 de finale    |
| FC Girondins de Bordeaux | 1/16 de finale    | 1/8 de finale    |
| Montpellier HSC          | 1/32 de finale    | 1/16 de finale   |
| Lille OSC                | 1/32 de finale    | 1/16 de finale   |
| Stade rennais FC         | 1/8 de finale     | 1/16 de finale   |
| EA Guingamp              | 1/2 finale        | 1/16 de finale   |
| OGC Nice                 | 1/32 de finale    | 1/32 de finale   |
| SC Bastia                | 1/16 de finale    | 1/16 de finale   |
| SM Caen                  | 1/32 de finale    | 1/32 de finale   |
| FC Nantes                | 1/8 de finale     | 1/4 de finale    |
| Stade de Reims           | 1/16 de finale    | 1/32 de finale   |
| FC Lorient               | 1/32 de finale    | 1/2 finale       |
| Toulouse FC              | 1/32 de finale    | 1/16 de finale   |
| ES Troyes AC             | 8e tour           | 1/8 de finale    |
| GFC Ajaccio              | 7e tour           | 1/4 de finale    |
| Angers SCO               | 8e tour           | 1/16 de finale   |

| Club (Ligue 2)                | Saison précédente | Saison 2015-2016 |
| ----------------------------- | ----------------- | ---------------- |
| Évian TG FC                   | 1/16 de finale    | 1/16 de finale   |
| FC Metz                       | 1/8 de finale     | 8e tour          |
| RC Lens                       | 1/32 de finale    | 7e tour          |
| Dijon FCO                     | 1/16 de finale    | 8e tour          |
| AS Nancy-Lorraine             | 1/32 de finale    | 8e tour          |
| Stade brestois 29             | 1/4 de finale     | 8e tour          |
| Havre AC                      | 8e tour           | 7e tour          |
| Stade lavallois               | 1/32 de finale    | 1/32 de finale   |
| AJ Auxerre                    | Finale            | 7e tour          |
| FC Sochaux-Montbéliard        | 8e tour           | 1/2 finale       |
| Chamois niortais              | 1/32 de finale    | 1/16 de finale   |
| Clermont Foot                 | 8e tour           | 8e tour          |
| Nîmes Olympique               | 1/32 de finale    | 8e tour          |
| US Créteil                    | 7e tour           | 7e tour          |
| Tours FC                      | 1/16 de finale    | 1/32 de finale   |
| Valenciennes FC               | 1/16 de finale    | 1/32 de finale   |
| AC Ajaccio                    | 1/32 de finale    | 1/16 de finale   |
| Red Star FC                   | 1/8 de finale     | 7e tour          |
| Paris FC                      | 8e tour           | 8e tour          |
| F Bourg-en-Bresse Péronnas 01 | 5e tour           | 1/8 de finale    |

### Clubs professionnels éliminés par des clubs amateurs
| Club professionnel                | Club amateur                   | Tour           |
| --------------------------------- | ------------------------------ | -------------- |
| CA Bastia (National)              | Borgo FC (CFA2)                | 5e tour        |
| LB Châteauroux (National)         | Bourges 18 (CFA2)              | 6e tour        |
| AJ Auxerre (Ligue 2)              | Limoges (CFA 2)                | 7e tour        |
| Le Havre AC (Ligue 2)             | US St-Omer (DH)                | 7e tour        |
| RC Lens (Ligue 2)                 | Quevilly-Rouen Métropole (CFA) | 7e tour        |
| Red Star (Ligue 2)                | US Saint-Malo (CFA)            | 7e tour        |
| Stade brestois (Ligue 2)          | Stade briochin (CFA 2)         | 8e tour        |
| Clermont Foot 63 (Ligue 2)        | Trélissac FC (CFA)             | 8e tour        |
| Dijon FCO (Ligue 2)               | Sarreguemines FC (CFA 2)       | 8e tour        |
| FC Metz (Ligue 2)                 | ES Wasquehal (CFA)             | 8e tour        |
| Nîmes Olympique (Ligue 2)         | AS Moulins (CFA)               | 8e tour        |
| Stade de Reims (Ligue 1)          | Chambly FC (Nat)               | 1/32 de finale |
| Stade lavallois (Ligue 2)         | US Granville (CFA 2)           | 1/32 de finale |
| Valenciennes FC (Ligue 2)         | Sarreguemines FC (CFA 2)       | 1/32 de finale |
| Chamois niortais (Ligue 2)        | US Sarre-Union (CFA)           | 1/16 de finale |
| LOSC Lille (Ligue 1)              | Trélissac FC (CFA)             | 1/16 de finale |
| Football Bourg-Péronnas (Ligue 2) | US Granville (CFA 2)           | 1/8 de finale  |